# 宏观乡
宏观乡，是中华人民共和国四川省南充市南部县下辖的一个乡镇级行政单位。

## 行政区划
宏观乡下辖以下地区：
老观村、楼房坪村、青山村、凤凰村、阳海村、梁垭村、宝山村、东岳村、梨花村、东山村、青云村、兰家桥村、樊家沟村、金猴村、天星村、黄龙村、岳坪村、清泉石村、土地村和佛岩村。